# リンドグレーン (映画)
『リンドグレーン』（スウェーデン語: Unga Astrid、デンマーク語: Unge Astrid; "若いアストリッド"）は、2018年のスウェーデン・デンマークの伝記映画。スウェーデンの作家アストリッド・リンドグレーンの初期の人生を描いた作品で、ペアニル・フィシャー・クリステンセンとキム・フップス・オーカソンの共同脚本をクリステンセンが監督し、アルバ・アウグストとマリア・ファール・ヴィキャンデルがリンドグレーンの若き日と老年期の姿を演じ、マリア・ボネヴィー、マグヌス・クレッペル、トリーヌ・ディルホム、ヘンリク・ラファエルソン、ビョルン・グスタフソンらが出演している。
2018年2月21日に第68回ベルリン国際映画祭でプレミア上映され、スウェーデンでは2018年9月14日に、デンマークでは2019年1月31日に劇場公開された。

## ストーリー
世界中の子どもたちがアストリッド・リンドグレーン（マリア・ファール・ヴィキャンデル）に手紙を書き、それを見た彼女はスモーランド地方で過ごした青春時代を思い出す。ヴィンメルビュー新聞社で働いていた彼女（アルバ・アウグスト）は、30歳年上の編集長レインホルト・ブロムベリ（ヘンリク・ラファエルソン）と恋に落ちる。彼女は息子ラーシュを妊娠する。未婚の母である彼女は、父親の名前を公表しなくてもよいコペンハーゲンで出産することを選ぶ。
息子はデンマークの里親のもとで幼少期を過ごすことになる。王立自動車クラブで、アストリッドは後に夫となるストゥーレ・リンドグレーン（ビョルン・グスタフソン）と出会う。

## キャスト
- アストリッド・エリクソン: アルバ・アウグスト（英語版）[4] 
  - 老年期: マリア・ファール・ヴィキャンデル（スウェーデン語版）
- ハンナ・エリクソン: マリア・ボネヴィー - アストリッドの母。
- サムエル・アウグスト・エリクソン: マグヌス・クレッペル（英語版） - アストリッドの父。
- レインホルト・ブロムベリ（スウェーデン語版）: ヘンリク・ラファエルソン（ノルウェー語版） - ヴィンメルビュー新聞編集長。アストリッドの息子ラーシュの父。
- マリー: トリーヌ・ディルホム（英語版） - ラーシュを預かって育ててくれているデンマークの女性。
- ストゥーレ・リンドグレーン: ビョルン・グスタフソン（英語版） - アストリッドの後の夫。
- マディケン: ソフィーア・カーレミール（英語版）

## 製作
主要撮影は、ドイツ・ブランデンブルク州ポツダムのマルカート宮殿と、スウェーデンのヴェストラ・イェータランド県で行われた。

## 公開

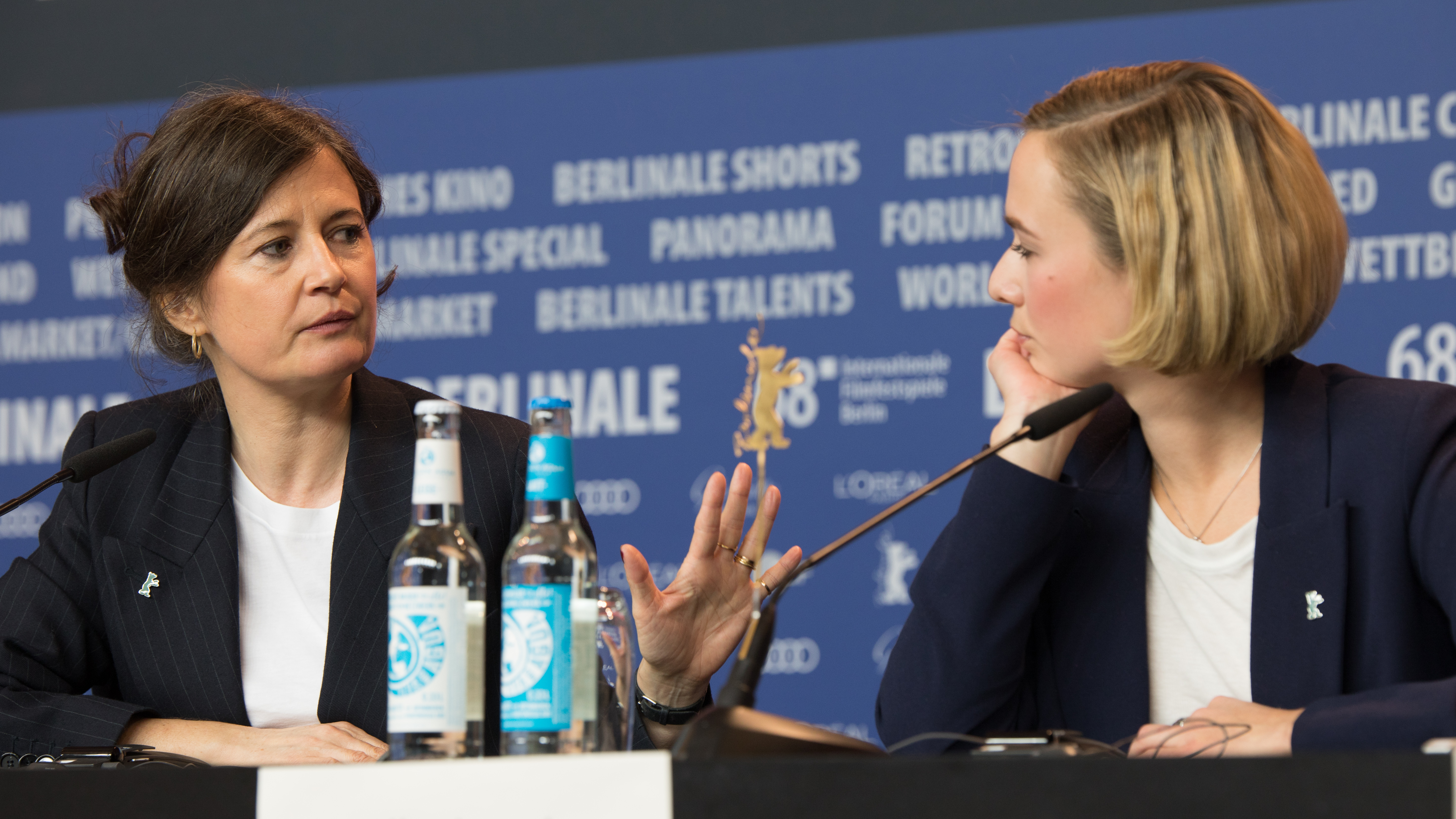
2018年ベルリン国際映画祭でのペアニレ・フィッシャー・クリステンセンとアルバ・アウグスト。

第68回ベルリン国際映画祭でプレミア上映された後、シカゴ国際映画祭で上映された『リンドグレーン』は、ミュージックボックス・フィルムズが北米での配給権を購入。本作は2018年11月23日に限定的に劇場公開された。
日本ではミモザフィルムズが配給を行い、2019年12月7日に劇場公開された。

### 批評
本作は批評家からの称賛を受けた。レビュー収集サイトのRotten Tomatoesでは、28件のレビューをもとに96%の支持率を獲得し、平均評価は7.1/10、批評家の一致した見解は「『リンドグレーン』は愛されるキャラクターの生みの親に敬意を表して作られた伝記映画で、舞台裏のストーリーも同じように時代を超えて魅力的であることを証明している。」である。レビューに正規化された評価を割り当てるMetacriticでは、8人の批評家をもとに加重平均で100点満点中71点を獲得し、「おおむね好意的な評価」を示している。

### 故人の家族からの反応
アストリッドとストゥーレの娘であるカリン・ニイマンは母を描いたこの映画を批判し、アストリッドはこのような映画を非常に嫌がっていただろうし、レインホルト・ブロムベリとの関係、息子の誕生、養護施設での滞在など、彼女の人生の期間はプライベートなものであり、これらはアストリッドが焦点を当てたくなかったもののだ、と述べている。ニイマンは、その人の最も親密な私生活の数年間ではなく、人生で成し遂げたことに焦点を当てたウィンストン・チャーチル（『ウィンストン・チャーチル/ヒトラーから世界を救った男』）やビョルン・ボルグ（『ボルグ/マッケンロー 氷の男と炎の男』）に関する他の伝記映画と比較した。